# Дездемона
Дезде́мона (англ. Desdemona, «несчастная» в переводе с греческого) — персонаж трагедии Уильяма Шекспира «Отелло» (1604), жена военачальника-мавра Отелло, убитая им из-за ревности, которую вызвала интрига Яго. Её прототип, Диздемона, появляется в новелле Джиральди Чинцио «Венецианский мавр» из сборника «Экатоммити» (1565). Дездемона стала героем множества экранизаций пьесы.

## Роль в сюжете
В новелле итальянского писателя Джиральди Чинцио «Венецианский мавр», опубликованной в составе сборника сборника «Экатоммити» (1565) появляется персонаж Диздемона. Это венецианка, «добродетельная девушка удивительной красоты», которая влюбляется в военачальника Мавра «не в силу женской чувственности», а из-за восхищения его доблестью. Диздемона становится женой Мавра против воли родителей и уезжает с ним на Кипр. Брак складывается счастливо, но подчинённый Мавра Прапорщик, попытавшийся соблазнить Диздемону и отвергнутый, решает отомстить и ей, и своему предполагаемому сопернику Капитану.
Прапорщик внушает Мавру мысль, что его жена и Капитан — любовники. Для этого он подбрасывает Капитану украденный у Диздемоны платок и заявляет, что Капитан всё ему рассказал о любовной связи. Диздемона скрыла от мужа пропажу платка и этим укрепила его в подозрениях. В итоге Прапорщик убил её по приказу Мавра — забил насмерть чулком с песком и обрушил на неё потолок, чтобы всё выглядело как несчастный случай. Позже правда вышла наружу, и Мавр, приговорённый к пожизненному изгнанию, был убит родственниками Диздемоны.
Шекспир, сделавший новеллу Чинцио своим источником, сохранил основную событийную канву, но существенно изменил и обогатил образы главных героев. Центральный женский персонаж получил имя Дездемона. Это единственная дочь сенатора Брабанцио, которая влюбляется в мавра Отелло, очарованная его рассказами. Она сбегает из дома, чтобы стать женой возлюбленного, а позже следует за ним на Кипр. Поручик Яго решает её оклеветать, чтобы отомстить Отелло за назначение лейтенантом Кассио. Он провоцирует ссору, чтобы Дездемоне пришлось просить мужа за Кассио, и крадёт платок Дездемоны, первый полученный от Отелло подарок, который затем подбрасывает лейтенанту.
Отелло, поверивший в измену Дездемоны, убивает её в постели. Сразу после этого он узнаёт от жены Яго Эмилии о невиновности жены и совершает самоубийство.
Дездемона в трагедии стала олицетворением женской нежности и доблести одновременно; любовь, связавшая её с Отелло, погибла из-за того, что герои попали в совершенно аморальную среду. Шекспироведы отмечают, что любовь к Отелло поднимает Дездемону до уровня настоящего героизма: даже умирая от рук мужа, она пытается убедить свидетелей, что Отелло ни в чём не виноват.

## Образ в кино и на телевидении
- «Отелло[итал.]», Италия, 1906, режиссёры Марио Казерини и Гастон Велль, в роли Дездемоны Мария Казерини;
- «Отелло[итал.]», США, 1908, режиссёр Уильям Рэноус, в роли Дездемоны Джулия Суэйн Гордон;
- «Отелло[итал.]», Италия, 1914, режиссёр Арриго Фруста[итал.], в роли Дездемоны Цесира Ленард;
- «Отелло[нем.]», Германия, 1922, режиссёр Дмитрий Буховецкий, в роли Дездемоны Ика фон Ленкеффи;
- «Отелло», Великобритания, 1937 (ТВ), в роли Дездемоны Дайана Уиньярд;
- «Отелло», Великобритания, 1946, режиссёр Дэвид Макейн, в роли Дездемоны Луанна Шоу;
- «Отелло» (эпизод телесериала Театр воскресным вечером[англ.]), Великобритания, 1950, режиссёр Кевин Шелдон, в роли Дездемоны Джоан Хопкинс;
- «Отелло» (сериал Шедевры театра[англ.]), США, 1950, режиссёр Делберт Манн, в роли Дездемоны Олив Диринг;
- «Павана мавра», США, 1951 (фильм-балет), режиссёр Уолтер Стрейт, в роли Дездемоны Бетти Джонс;
- «Отелло», 1952, режиссёр Орсон Уэллс, в роли Дездемоны Сюзанн Клутье;
- «Отелло», Бразилия, 1952 (эпизод сериала ТВ Авангард[порт.]), режиссёр Дионисио Азеведу[порт.], в роли Дездемоны Флора Джини;
- «Отелло[фр.]», Канада, 1953 (эпизод сериала Театр General Motors[англ.]), режиссёр Дэвид Грин, в роли Дездемоны Пегги Лодер;
- «Отелло» (эпизод телесериала Телевизионный театр Филко[англ.]), США, 1953, режиссёр Делберт Манн, в роли Дездемоны Олив Диринг;
- «Отелло», 1955, телефильм Тони Ричардсона, в роли Дездемоны Розмари Харрис;
- «Отелло», 1955, режиссёр Сергей Юткевич, в роли Дездемоны Ирина Скобцева;
- «Павана мавра: мера эмоций», Канада, 1955 (фильм-балет), режиссёр Харви Харт[англ.], в роли Дездемоны Бетти Джонс;
- «Отелло» Германия (ФРГ) (ТВ), 1958, режиссёр Франц Йозеф Вильд[нем.], в роли Дездемоны Карин Кристиан;
- «Венецианский мавр», 1960, фильм-балет режиссёра Вахтанга Чабукиани, в роли Дездемоны Вера Цигнадзе;
- «Отелло», Франция, 1962 (ТВ), режиссёр Клод Барма[фр.], в роли Дездемоны Франсин Берже;
- «Отелло», 1965, режиссёр Стюарт Бердж, в роли Дездемоны Мэгги Смит;
- «Отелло», Великобритания, 1967 (эпизод телесериала «Конфликт»), режиссёр Джордж Мор О’Ферролл[англ.], в роли Дездемоны Джоанна Данхэм;
- «Отелло» Германия (ФРГ) (ТВ), 1968, режиссёр Франц Петер Вирт[нем.], в роли Дездемоны Хайделинда Вайс;
- «Облака — что это?», Италия, 1968 (эпизод телеальманаха «Каприз по-итальянски»), режиссёр Пьер Паоло Пазолини, в роли Дездемоны Лаура Бетти;
- «Отелло[нидерл.]» Бельгия (ТВ), 1969, режиссёры Мауриц Балфурт[нидерл.] и Лод Хендрикс, в роли Дездемоны Крис Ломм;
- «Отелло», Португалия, 1969 (ТВ), режиссёр Педру Мартинш, в роли Дездемоны Лурдес Норберто;
- «Отелло», Испания, 1972 (ТВ), режиссёр Густаво Перез Пуг![исп.], в роли Дездемоны Марибель Мартин;
- «Поймай мою душу![англ.]», США, 1974, мюзикл (современная адаптация пьесы), режиссёр Патрик Макгуэн, в роли Дездемоны Сизон Хабли;
- «Отелло[фр.]», Франция, 1979 (ТВ), режиссёр Ив-Андре Юбер[фр.], в роли Дездемоны Патрисия Лесьер;
- «Отелло» США, 1979 (видео), режиссёр Джозеф Папп[англ.], в роли Дездемоны Фрэнсис Конрой;
- «Отелло[англ.]», США, 1980 год, режиссёр — Лиз Уайт[англ.], в роли Дездемоны Одри Бранкер;
- «Отелло[англ.]», Великобритания (ТВ), 1981, режиссёр Джонатан Миллер, в роли Дездемоны Пенелопа Уилтон;
- «Отелло», США, 1981, режиссёр Франклин Милтон[англ.], в роли Дездемоны Дженни Эгаттер;
- «Отелло», Испания-Франция, 1982, режиссёр Макс Э. Булуа[фр.], в роли Дездемоны Джоанна Петтет;
- «Отелло» Италия, 1985 (ТВ), режиссёр Карло Заго, в роли Дездемоны Личия Мальетта;
- «Отелло» США, 1989, режиссёр Тед Ланж, в роли Дездемоны Джоанна Вейнберг;
- «Отелло[англ.]», Великобритания, 1990 (ТВ), режиссёр Тревор Нанн, в роли Дездемоны Имджен Стаббс;
- «Отелло, венецианский мавр», Австрия, 1991 (ТВ), режиссёры Джордж Табори и Райнер С. Эке, в роли Дездемоны Энн Беннент;
- «Отелло», 1995, режиссёр Оливер Паркер, в роли Дездемоны Ирен Жакоб;
- «Отелло[англ.]» Великобритания, США, Канада (ТВ), 2001, режиссёр Джеффри Сакс, в роли Десси Брабант Кили Хоус;
- «Отелло» Германия, 2003 (ТВ), в роли Дездемоны Юлия Йенч;
- «Отелло» Великобритания (видео), 2008, режиссёр Уилсон Милам[англ.], в роли Дездемоны Зои Таппер;
- «Яго[итал.]» Италия, режиссёр Вольфанго Де Биази[итал.], в роли Дездемоны Лаура Кьятти;
- «Отелло», Великобритания, 2013, режиссёры Николас Хайтнер и Робин Лок, в роли Дездемоны Оливия Виналл;
- «Отелло», 2015, в роли Дездемоны Джоанна Вандерхам[7][8]